# Josef Hafner (Politiker)
 Josef Hafner  (* 8. Februar 1875 in Mattighofen; † 4. März 1932 in Bad Ischl) war ein österreichischer Lehrer und Politiker (SPÖ).
Nach dem Besuch des Untergymnasiums und der Lehrerbildungsanstalt war Hafner Lehrer bzw. Oberlehrer in Stadl-Paura und Kleinmünchen, war aber schon frühzeitig politisch tätig. Von 1909 bis 1914 war er Landtagsabgeordneter für die Sozialdemokratische Partei (XI. Wahlperiode), 1918/1919 Mitglied der oberösterreichischen Provisorischen Landesversammlung und bis zu seinem Ableben 1932 Mitglied der Landesregierung (XII., XIII. und XIV. Wahlperiode), die letzten zwei Jahre Landeshauptmann-Stellvertreter. Er führte unter anderem die Agenden Sanitäts- und Gemeindeangelegenheiten, Wasserbauten und Regulierungen, Landesbibliothek und Landesarchiv. Hafner war zwar kein hervorragender Redner, doch ein anerkannter Politiker und auch von seinen politischen Gegnern hoch geachtet. Durch seinen Humor gelang es ihm oft, die manchmal hoch gehenden Wogen zu glätten. Daneben betätigte er sich auch als Journalist und schrieb zahlreiche Schauspiele.
Abgesehen von seiner Tätigkeit im Landtag und Landesregierung war Hafner auch anderweitig tätig. Er war Gemeinderat von Kleinmünchen, 1920 Mitglied des Landes-Eisenbahnrates, vom 4. März 1919 bis zum 25. November 1920 Mitglied des Nationalrates (in der konstituierenden Nationalversammlung und in der I. Gesetzgebungsperiode), anschließend vom 1. Dezember 1920 bis zum 2. Juli 1925 Mitglied des Bundesrates (I. und II. Gesetzgebungsperiode). Außerdem war er Mitglied des Landesschulrates, Obmann der Landesgruppe des Sozialistischen Lehrerbundes und Präsidiumsmitglied der Landeslehrerkammer.